# André Vlaeyen
André Vlayen (17 de marzo de 1931 en Herselt) es un ciclista belga. Profesional de 1953 a 1962, ha sido Campeón de Bélgica en Ruta en 1956 y 1957, y vencedor de etapa del Giro de Italia 1957.

## Palmarés
1954
- Tour de l'Ouest

1956
- Campeonato de Bélgica en Ruta
- Vuelta a Bélgica, más 1 etapa

1957
- Campeonato de Bélgica en Ruta
- 1 etapa del Giro de Italia

1958
- A través de Flandes
- Tres Días de Amberes, más 1 etapa
- 1º en el Premio de Heist-op-den-Berg

## Resultados en las grandes vueltas

### Tour de Francia
- 1956: abandono
- 1958: abandono

### Giro de Italia
- 1957: 51.º y vencedor de etapa
- 1960: abandono